# إيلي تود
إيلي تود (بالإنجليزية: Eli Todd) هو طبيب نفسي وطبيب أمريكي، ولد في 22 يوليو 1769 في نيو هيفن في الولايات المتحدة، وتوفي في 17 نوفمبر 1833. لم تقتصر جهوده في مجال الرعاية النفسية الطبية وعلاج الجدري على سكان بلدته، فارمنجتون في كونيتيكت، فحسب، وإنما ساهم في وضع معايير رفيعة لبقية الدولة المنشاة حديثًا.

## نشأته
ولد إيلي تود في عام 1769 في نيو هافن، كونيتيكت. لديه شقيقتان، هما بولي ويونيس. والدته ماري رو، وعمل والده تاجرًا في نيو هافن وتوفي في عام 1776، قبل بضعة أشهر من عيد ميلاده السابع. أُرسل للعيش مع عمه الكبير، القس الطبيب تود، في إيست غيلفورد، كونيتيكت. بقي مع عمه حتى بلغ العاشرة من عمره، وبعد ذلك انتقل للعيش مع القس الطبيب غودريتش من دورهام، كونيتيكت، الذي تولى رعايته وتعليمه، وتعرف على مزاولة الطب خلال هذه الفترة. في عام 1783، التحق بكلية ييل وهو في الرابعة عشرة من عمره، وتخرج مع مرتبة الشرف في سن الثامنة عشرة عام 1787. شكّل تخرجه منعطفًا هامًا في مسيرته الطبية. بدأ دراسة الطب متدربًا تحت إشراف الطبيب إبنيزر بيردسلي من نيو هافن، وبدأ المزاولة الطبية الخاصة في فارمنغتون في سن 21. سرعان ما أصبح الطبيب الذي فضلته طبقة الأغنياء من المجتمع. لجأ إلى استخدام أساليب علاج لطيفة على النقيض من الأساليب العنيفة التي كانت دارجة آنذاك. أسس تود مستشفى روك عندما كان يبلغ من العمر 23 عامًا، والذي يقع على جبل راتليسناك. ساهم في تأسيس جمعيات مقاطعة هارتفورد وكونيتيكت الطبية، وأصبح لاحقًا عضوًا في نادي المحادثة. أسس كذلك جمعية أصدقاء الطب في فارمنغتون، والتي كانت محفلًا للأطباء من جميع أنحاء ولاية كونيتيكت حيث تشاركوا العلاجات وناقشوا العديد من الآراء.

## إنجازاته

### مستشفى روك
في عام 1791، ومن خلال العمل مع الطبيب ثيودور وادزورث، حصل تود على موافقة إنشاء مستشفى مختص بتلقيح الجدري بالقرب من حدود ما يُعرف حاليًا بفارمنغتون بلينفيل. أُنشئ مستشفى روك في أعماق غابة الخشب الصلب في جبل راتليسناك في ولاية كونيتيكت ونشط خلال الفترة 1792-1794. على الرغم من أن المبنى لم يعد موجودًا، ما تزال الحافة الصخرية القريبة منه والتي اعتاد المرضى التواصل عليها موجودة. سُمي المستشفى بهذا الاسم تيمنًا بهذه الصخرة، والتي كانت كذلك موقع استلام البريد والطرود المختلفة.
تشتهر الصخرة الفعلية بوجود أكثر من 100 منحوتة تميزها، وتحتوي 66 منها على الأسماء الكاملة لمرضى المستشفى. تشمل المنحوتات الأخرى الأحرف الأولى والأسماء والتواريخ. كان العلاج في مستشفى روك أمرًا مهمًا قبل انتشار التطعيم على نطاق واسع. عندما أصبح التطعيم ضد الجدري متاحًا، لم تعد هناك حاجة إلى مستشفى روك وأصبح مهجورًا في الغابة.

### المساهمات في مجال الرعاية العقلية
برز تود طبيبًا في مجال الطب النفسي والصحة العقلية. اتسم علاج المرضى العقليين آنذاك بالوحشية: «إذ جرى حبس المرضى العقليين في مصحة للجنون مع القليل من الرعاية أو انعدامها وجرت معاملتهم كما لو أنهم مجرمين». قبل عام 1800، شاع حبس الأشخاص الذين يُعتبرون مجانين ونسيانهم. استاء بعض الأفراد، مثل تود ودوروثيا ديكس، من معاملة هؤلاء الأشخاص وأرادا تقديم رعاية أكثر إنسانية للمرضى العقليين. أُنشئ ملجأ كونيتيكت للمجانين في عام 1823، واستقبل المرضى في عام 1824. تولى إيلي تود منصب أول مدير للملجأ. عُرف الملجأ باسم ملاذ هارتفورد للجنون، ويُعرف حاليًا باسم مؤسسة العيش. بلغة تكلفة بناء ملاذ هارتفورد للجنون 12,000 دولارًا، ويتسع لـ 40 مريضًا. «بلغت تكلفة الإقامة في الملاذ 3 دولارات في الأسبوع لسكان الولاية و4 دولارات في الأسبوع للمقيمين خارج الولاية».

### علاج إدمان الكحول ونظريته
في عام 1812، حدد الطبيب إيلي تود أن الاستهلاك المفرط للكحول يمثل معضلة كبيرة أمام المجتمع. في 30 مارس 1812، ذكر في محادثة مع إدوارد هوكر أنه لا يوجد حل واحد لإدمان الكحول. «نصح باتخاذ تدابير ثلاثية الأبعاد على النحو الآتي: يجب أن يكون هناك جمعية تتألف من رجال محترمين يجعلون تعاطي المشروبات الروحية أمرًا غير لائق؛ وإنشاء دور عمل «للأشخاص المقلعين عن الشرب» بعد إدانتهم بالسكر للمرة الثالثة؛ وفرض الضرائب الباهظة على الخمور المستوردة والمحلية.»
اعتبر الطبيب إيلي تود الكحول «الشر الأكبر في الوقت الحاضر». في 22 فبراير 1842، أُنشئت جمعية فارمنغتون واشنطن. امتنع أفراد هذه الجمعية عن المسكرات تمامًا، ومارسوا ضغوطًا اجتماعية من أجل الاعتدال في فارمنغتون. بحلول عام 1847، تألفت الجمعية من 569 عضوًا. اعتُبرت هذه الخطوة الأولى في مقاومة الطبيب إيلي إدمان الكحول.